# Escobar: Paradise Lost
Escobar: Paradise Lost (en castellà Escobar: Paraíso perdido) és una pel·lícula de crim i drama de 2014, escrita i dirigida per Andrea Di Stefano. Es tracta de l'opera prima de Di Stefano. La pel·lícula narra la vida d'un surfista, que s'enamora mentre visitava al seu germà a Colòmbia i s'assabenta que l'oncle de la noia és el narcotraficant colombià Pablo Escobar.
La pel·lícula es va estrenar en el Festival Internacional de Cinema de Toronto 2014, l'11 de setembre de 2014. RADiUS-TWC va adquirir els drets de distribució a Amèrica del Nord de la pel·lícula al febrer de 2014 i va estrenar la pel·lícula als cinemes dels Estats Units el 26 de juny de 2015.

## Repartiment
- Josh Hutcherson  com Nick Brady.
- Benicio del Toro com Pablo Escobar.
- Laura Londoño com María Victoria.
- Brady Corbet com Dylan Brady.
- Claudia Traisac com María.
- Ana Girardot com Anne.
- Carlos Bardem com Drago.
- Aaron Zebede com Pepito Torres.
- Marlon Rivera com Shaggy.
- Eladio Aguilar com guardaespatlla.
- Manuel Antonio Gómez com Bambi.

## Producció
Sobre la història, Di Stefano va afirmar que "la idea va sorgir de tres frases que [he] escoltat d'un agent de policia sobre un jove italià de la vida real que va anar a Colòmbia per conèixer el seu germà, d'alguna manera es va apropar a la família Escobar i després va tenir problemes."
Hutcherson va exercir com a productor executiu de la pel·lícula, juntament amb Andrea Di Stefano, col·laborant amb el càsting i el bloqueig de plans.

### Càsting
El 17 de desembre de 2012, es rumorejava que Josh Hutcherson estava en converses per ser elegida per al paper principal. 'endemà es va anunciar que havia estat seleccionat com a Nick Brady, el personatge principal. El 25 de març de 2013, Brady Corbet fou seleccionat com el germà del personatge principal, Dylan Brady.

### Filmació
S'esperava que el rodatge comencés a Panamà el març de 2013. Inicialment s'esperava que el rodatge durés un mes i mig, acabant el 30 de maig de 2013. No obstant això, es rumorejava que el rodatge també es va dur a terme durant juny i juliol de 2013.

## Recepció
El juny de 2020, la pel·lícula té un índex d'aprovació del 55% a l'agregador de ressenyes Rotten Tomatoes, basat en 56 ressenyes amb una qualificació mitjana de 5.62/10. El consens dels crítics del lloc web diu: "El seu enfocament s'allunya frustrantment del narcotraficant titular, però Escobar: Paradise Lost continua sent un drama lleument divertit, gràcies en gran part a l'actuació de Benicio del Toro". Metacritic li fa a la pel·lícula una puntuació de 56 sobre 100, segons les crítiques de 19 crítics, la qual cosa indica "crítiques mixtes o mitjanes".
Al Festival de Cinema de Telluride, Escobar: Paradise Lost va rebre una resposta crítica generalment positiva. En escriure per a The Hollywood Reporter, Todd McCarthy va qualificar la pel·lícula com "un drama absorbent i ple de suspens sobre el tràfic de drogues", a més de citar que "la presència de De el Toro, com la de Brando en El padrí, plana sobretot el que succeeix aquí". McCarthy també va afirmar que "Di Stefano mostra algunes habilitats reals com a director en la seqüència central i impressionantment estesa d'acció i suspens de la pel·lícula". Tenmateix, "la interacció romàntica entre Nick i Maria es torna una mica tediosa i redundant a causa del fet que tots dos són extremadament agradables i agradables; la ingenuïtat i el bon canadismo de Nick (ell emfatitza que no és un ianqui) també demostren fatigós".
En escriure per IndieWire, Eric Kohn li va fer a la pel·lícula una B i va elogiar les actuacions de del Toro i Hutcherson escrivint que del Toro "converteix Escobar en un terror moderat la capacitat del qual per a ordenar assassinats amb facilitat proporciona a la pel·lícula la seva principal font de paüra", mentre Hutcherson "imbueix al personatge d'una credibilitat que transcendeix les limitacions del guió". No obstant això, Kohn també va criticar la pel·lícula perquè "no aconsegueix desenvolupar a la resta dels seus personatges tan bé com el fa amb els seus dos homes centrals. El guió està igualment entelat per la fórmula, quedant ressagat cada vegada que aconsegueix unes certes notes melodramàtiques altes.

### Nominacions
| Any  | Premi          | Categoria    | Receptor         | Resultat |
| ---- | -------------- | ------------ | ---------------- | -------- |
| 2015 | Premis Platino | Millor actor | Benicio Del Toro | Nominat  |